# Julius Yego
Julius Kiplagat Yego (* 4. Januar 1989 in Cheptonon, Kenia) ist ein kenianischer Leichtathlet. 2012 war er der erste kenianische Speerwerfer bei Olympischen Spielen überhaupt. Er ist Weltmeister, Afrikarekordhalter sowie dreimaliger Afrikameister.

## Sportliche Laufbahn
Yego wuchs als Sohn eines Landwirts in der westkenianischen Region Nandi auf. Während er das Vieh seines Vaters hütete, vertrieb er sich die Zeit mit dem Werfen von Stöcken. In der Folge eiferte er in der Schule seinem älteren Bruder nach und begann mit dem Speerwurf. Aufgrund der eingeschränkten Trainingsmöglichkeiten in Kenia, wo der Mittel- und Langstreckenlauf die Leichtathletik beherrschen, erlernte er die richtige Technik unter anderem mithilfe von Internetvideos. Nach eigener Aussage motivierten ihn insbesondere YouTube-Videos der Weltklasseathleten Jan Železný, Andreas Thorkildsen und Tero Pitkämäki. In den Medien wurde er daher später auch mit dem Spitznamen The YouTube Athlete betitelt.
Nach zahlreichen nationalen Erfolgen errang er als Dritter bei den Afrikameisterschaften 2010 in Nairobi seine erste internationale Medaille. Im selben Jahr belegte er bei den Commonwealth-Games 2010 in Neu-Delhi den siebten Platz. Bei den Afrikaspielen 2011 in Maputo siegte er mit einem neuen Landesrekord von 78,34 m. Zur Vorbereitung auf die Olympischen Spiele 2012 in London erhielt er vom Leichtathletik-Weltverband ein Stipendium für ein sechsmonatiges Training in Schweden.
2012 gewann Yego den Titel bei den Afrikameisterschaften in Porto-Novo und qualifizierte sich außerdem für die Olympischen Spiele in London, wo er den zwölften Platz belegte. Bei den Weltmeisterschaften 2013 in Moskau verpasste er nur knapp eine Sensation, als er trotz einer neuen persönlichen Bestleistung von 85,40 m am Ende Vierter wurde; vor dem letzten Durchgang hatte er noch auf dem Bronzerang gelegen. Im folgenden Jahr siegte Yego bei den Commonwealth-Games 2014 in Glasgow. Außerdem verteidigte er seinen Titel bei den Afrikameisterschaften 2014 in Marrakesch erfolgreich.
2015 steigerte er innerhalb von zwei Wochen dreimal seine persönliche Bestleistung. Zunächst gewann er am 26. Mai in Ostrava das Golden-Spike-Meeting mit 86,88 m, am 4. Juni belegte er beim Diamond-League-Meeting in Rom mit 87,71 m den zweiten Platz hinter Vítězslav Veselý, den er drei Tage später beim British-Athletics-Grand-Prix in Birmingham schlagen konnte, wo er mit 91,39 m einen neuen Diamond-League-Rekord und Afrikarekord aufstellte. Während der Weltmeisterschaften 2015 in Peking errang er mit der Weltjahresbestleistung und einem erneuten Afrikarekord von 92,72 m den ersten Weltmeistertitel für einen Afrikaner im Speerwurf. Dies ist besonders bedeutsam, da die kenianische Flagge einen Massai-Schild mit gekreuzten Speeren zeigt. 
Mit dieser Weite gehört er zudem zu den besten fünf der ewigen Bestenliste im Speerwurf. Hierbei ist jedoch zu beachten, dass diese Liste nur Bestleistungen ab dem 20. September 1991 erfasst. Die Spezifikationen des Speers wurden mehrmals geändert, zuletzt beim IAAF-Kongress in Tokio im August 1991.
In der Saison 2016 lieferte Yego solide, aber keine herausragenden Ergebnisse. Seine beste Leistung im Vorfeld der Olympischen Spiele in Rio de Janeiro war ein zweiter Platz beim Prefontaine Classic in Eugene mit einer Weite von 84,68 m. Im Finale der Olympischen Spiele gelang ihm eine deutliche Steigerung auf 88,24 m, mit der er zunächst in Führung ging. Nach einer Verletzung im zweiten Durchgang brachte er jedoch keinen weiteren gültigen Wurf zustande, und nach der vierten Runde verzichtete er auf weitere Versuche. So verdrängte ihn der Deutsche Thomas Röhler (90,30 m) im fünften Durchgang noch auf den Silberrang. Dies war die erste olympische Medaille in der Geschichte für Kenia, die nicht in einer Laufdisziplin oder im Boxen gewonnen wurde.
Bei den Weltmeisterschaften 2017 in London qualifizierte sich Yego zwar für das Finale. Dort kam er jedoch nicht über eine Weite von 76,29 m hinaus, mit der er den 13. und letzten Platz belegte. Bei den Commonwealth Games 2018 in Gold Coast schied er mit einer Weite von nur 74,55 m bereits in der Qualifikation aus. Im selben Jahr erzielte er bei den Afrikameisterschaften in Asaba seinen dritten Titelgewinn nach 2012 und 2014. In dem vergleichsweise schwach besetzten Wettbewerb reichten ihm 77,34 m zum Sieg. Nach durchwachsenen Leistungen in den vergangenen zwei Jahren gewann Yego mit einem Wurf auf 87,73 m den Titel bei den Afrikaspielen 2019 in Rabat. Sein Vorsprung vor dem Zweitplatzierten betrug dabei über zehn Meter. Daraufhin erreichte er bei den Weltmeisterschaften in Doha das Finale, brachte dort aber keinen gültigen Versuch zustande. 2021 nahm er erneut an den Olympischen Spielen in Tokio teil, verpasste dort aber mit Saisonbestleistung von 77,34 m den Finaleinzug. 
2022 siegte er ein weiteres Mal bei den Afrikameisterschaften in Port Louis mit einem Wurf auf 79,62 m. Anschließend schied er bei den Weltmeisterschaften in Eugene mit 79,60 m in der Qualifikationsrunde aus und gewann dann bei den Commonwealth Games in Birmingham mit 85,70 m die Bronzemedaille hinter dem Pakistani Arshad Nadeem und Anderson Peters aus Grenada. Im Jahr darauf schied er bei den Weltmeisterschaften in Budapest mit 78,42 m in der Vorrunde aus und 2024 gewann er bei den Afrikaspielen in Accra mit 81,74 m die Silbermedaille hinter dem Nigerianer Chinecherem Nnamdi. Im Juni siegte er mit 80,24 m bei den Afrikameisterschaften in Douala. Anschließend belegte er bei den Olympischen Sommerspielen in Paris mit 87,72 m im Finale den fünften Platz.
In den Jahren von 2009 bis 2014 sowie 2018 und 2019 und von 2022 bis 2024 wurde Yego kenianischer Meister im Speerwurf.